# ول تورن
ول تورن (انگلیسی: Val Thorens) یک محل اسکی (ورزش) در اروپا است که در ساووآ، فرانسه در نزدیکی شهر شامبری است